# 官莲乡
官莲乡，是中华人民共和国江西省九江市武宁县下辖的一个乡镇级行政单位。

## 行政区划
官莲乡下辖以下地区：
莲花村、东山村、泉溪村、洪溪村、山坪村、官塘村、西湾村和宝源村。